# Marek Zieńczuk
Marek Zieńczuk (ur. 24 września 1978 w Gdańsku) – polski piłkarz występujący podczas swojej kariery zawodniczej na pozycji pomocnika.

## Kariera klubowa
Zieńczuk w wieku siedmiu lat trafił do Lechii Gdańsk, gdzie trenował przez kilka lat. Następnie miał krótki rozbrat z piłką, po czym został zawodnikiem Polonii Gdańsk, skąd ponownie trafił do Lechii. W latach 2000–2004 występował w Amice Wronki. W polskiej ekstraklasie debiutował 4 marca 2000 roku w spotkaniu Amiki Wronki z Górnikiem Zabrze. Z Amiką zdobył w sezonie 1999/00 Puchar Polski. Przed sezonem 2004/2005 przeniósł się do Wisły Kraków z którą trzykrotnie wygrał rozgrywki Ekstraklasy. W plebiscycie „Piłki Nożnej” w roku 2007 otrzymał nagrodę „Ligowca Roku”
16 kwietnia 2009 roku na oficjalnej stronie greckiego klubu Skoda Ksanti pojawiła się informacja, że Zieńczuk od sezonu 2009-10 będzie zawodnikiem klubu z Ksanti. 30 sierpnia 2010 roku zawodnik rozwiązał kontrakt z greckim klubem za porozumieniem stron. Następnego dnia podpisał kontrakt z Lechią Gdańsk. 12 stycznia 2011 roku podpisał 1,5-roczny kontrakt z Ruchem Chorzów. Swoją pierwszą bramkę dla Ruchu zdobył 18 marca 2011 w meczu derbowym z Górnikiem Zabrze. Z Ruchem Chorzów zdobył w sezonie 2011/12 wicemistrzostwo Polski oraz był finalistą Pucharu Polski. Z tym samym zespołem w sezonie 2013/14 zdobył brązowy medal MP.
Jest drugim – po Łukaszu Surmie – zawodnikiem w historii polskiej ekstraklasy, który rozegrał przynajmniej po sto meczów ligowych w trzech różnych klubach.
Po sezonie 2015/2016 zakończył karierę piłkarską. W sezonie 2017/2018 wznowił karierę piłkarską.

## Kariera reprezentacyjna
W reprezentacji Polski rozegrał 9 spotkań. Debiutował za kadencji trenera Zbigniewa Bońka, 16 października 2002 roku w wygranym 2-0, towarzyskim spotkaniu z Nową Zelandią.

## Statystyki

### Klubowe
(stan na 8 czerwca 2019)
| Klub          | Sezon         | Liga          | Liga  | Liga   | Puchary krajowe | Puchary krajowe | Puchary europejskie | Puchary europejskie | Suma  | Suma   |
| Klub          | Sezon         | Liga          | Mecze | Bramki | Mecze           | Bramki          | Mecze               | Bramki              | Mecze | Bramki |
| ------------- | ------------- | ------------- | ----- | ------ | --------------- | --------------- | ------------------- | ------------------- | ----- | ------ |
| Lechia Gdańsk | 1996–1997     | I Liga        | 30    | 2      | 1               | 0               | –                   | –                   | 31    | 2      |
| Lechia Gdańsk | 1997–1998     | II Liga       | 34    | 9      | 1               | 0               | –                   | –                   | 35    | 9      |
| Lechia Gdańsk | 1998–1999     | I Liga        | 21    | 3      | 2               | 1               | –                   | –                   | 23    | 4      |
| Lechia Gdańsk | 1999–2000 (j) | I Liga        | 23    | 5      | 2               | 0               | –                   | –                   | 25    | 5      |
| Amica Wronki  | 1999–2000 (w) | Ekstraklasa   | 14    | 0      | 7               | 1               | –                   | –                   | 21    | 1      |
| Amica Wronki  | 2000–2001     | Ekstraklasa   | 26    | 1      | 5               | 1               | 6                   | 2                   | 37    | 4      |
| Amica Wronki  | 2001–2002     | Ekstraklasa   | 28    | 6      | 10              | 2               | –                   | –                   | 38    | 8      |
| Amica Wronki  | 2002–2003     | Ekstraklasa   | 28    | 8      | 2               | 0               | 6                   | 1                   | 36    | 9      |
| Amica Wronki  | 2003–2004     | Ekstraklasa   | 26    | 8      | 3               | 0               | –                   | –                   | 29    | 8      |
| Wisła Kraków  | 2004–2005     | Ekstraklasa   | 24    | 8      | 10              | 4               | 5                   | 0                   | 39    | 12     |
| Wisła Kraków  | 2005–2006     | Ekstraklasa   | 27    | 8      | 2               | 0               | 4                   | 0                   | 33    | 8      |
| Wisła Kraków  | 2006–2007     | Ekstraklasa   | 23    | 0      | 9               | 1               | 8                   | 1                   | 40    | 2      |
| Wisła Kraków  | 2007–2008     | Ekstraklasa   | 28    | 16     | 6               | 1               | –                   | –                   | 34    | 17     |
| Wisła Kraków  | 2008–2009     | Ekstraklasa   | 30    | 2      | 8               | 3               | 5                   | 0                   | 43    | 5      |
| Skoda Ksanti  | 2009–2010     | Super League  | 13    | 2      | 1               | 0               | –                   | –                   | 14    | 2      |
| Lechia Gdańsk | 2010–2011 (j) | Ekstraklasa   | 3     | 0      | 0               | 0               | –                   | –                   | 3     | 0      |
| Ruch Chorzów  | 2010–2011 (w) | Ekstraklasa   | 14    | 1      | 0               | 0               | –                   | –                   | 14    | 1      |
| Ruch Chorzów  | 2011–2012     | Ekstraklasa   | 26    | 6      | 4               | 1               | –                   | –                   | 30    | 7      |
| Ruch Chorzów  | 2012–2013     | Ekstraklasa   | 24    | 3      | 3               | 0               | 4                   | 0                   | 31    | 3      |
| Ruch Chorzów  | 2013–2014     | Ekstraklasa   | 27    | 3      | 0               | 0               | –                   | –                   | 27    | 3      |
| Ruch Chorzów  | 2014–2015     | Ekstraklasa   | 36    | 1      | 1               | 0               | 5                   | 1                   | 42    | 2      |
| Ruch Chorzów  | 2015–2016     | Ekstraklasa   | 32    | 2      | 1               | 0               | –                   | –                   | 33    | 2      |
| Pomorze Sopot | 2017–2018     | B klasa       | 15    | 18     | 0               | 0               | –                   | –                   | 15    | 18     |
| Pomorze Sopot | 2018–2019     | A klasa       | 14    | 19     | 0               | 0               | –                   | –                   | 14    | 19     |
| Suma          | Lechia Gdańsk | Lechia Gdańsk | 111   | 19     | 6               | 1               | 0                   | 0                   | 117   | 20     |
| Suma          | Amica Wronki  | Amica Wronki  | 122   | 23     | 27              | 4               | 12                  | 3                   | 161   | 30     |
| Suma          | Wisła Kraków  | Wisła Kraków  | 132   | 34     | 35              | 9               | 22                  | 1                   | 189   | 44     |
| Suma          | Skoda Ksanti  | Skoda Ksanti  | 13    | 2      | 1               | 0               | 0                   | 0                   | 14    | 2      |
| Suma          | Ruch Chorzów  | Ruch Chorzów  | 159   | 16     | 9               | 1               | 9                   | 1                   | 177   | 18     |
| Suma          | Pomorze Sopot | Pomorze Sopot | 29    | 37     | 0               | 0               | 0                   | 0                   | 29    | 37     |
| Razem         | Razem         | Razem         | 566   | 131    | 78              | 15              | 43                  | 5                   | 687   | 151    |

### Reprezentacyjne
| Mecze w reprezentacji | Mecze w reprezentacji | Mecze w reprezentacji   | Mecze w reprezentacji | Mecze w reprezentacji | Mecze w reprezentacji | Mecze w reprezentacji | Mecze w reprezentacji | Mecze w reprezentacji |
| lp.                   | Data                  | Miejsce                 | Przeciwnik            | Rezultat              | Rozgrywki             | Grał                  | Uwagi                 |                       |
| --------------------- | --------------------- | ----------------------- | --------------------- | --------------------- | --------------------- | --------------------- | --------------------- | --------------------- |
| 1.                    | 16 października 2002  | Ostrowiec Świętokrzyski | Nowa Zelandia         | 2-0                   | towarzyski            | do 46'                |                       |                       |
| 2.                    | 18 lutego 2004        | San Fernando            | Słowenia              | 2-0                   | towarzyski            | od 68'                |                       |                       |
| 3.                    | 21 lutego 2004        | San Fernando            | Wyspy Owcze           | 6-0                   | towarzyski            | 90'                   |                       |                       |
| 4.                    | 4 września 2004       | Belfast                 | Irlandia Północna     | 3-0                   | elim. MŚ 2006         | 90'                   |                       |                       |
| 5.                    | 29 maja 2005          | Szczecin                | Albania               | 1-0                   | towarzyski            | od 74'                |                       |                       |
| 6.                    | 4 czerwca 2005        | Baku                    | Azerbejdżan           | 3-0                   | elim. MŚ 2006         | od 85'                |                       |                       |
| 7.                    | 17 października 2007  | Łódź                    | Węgry                 | 0-1                   | towarzyski            | od 46'                |                       |                       |
| 8.                    | 2 lutego 2008         | Pafos                   | Finlandia             | 1-0                   | towarzyski            | do 80'                |                       |                       |
| 9.                    | 27 lutego 2008        | Wronki                  | Estonia               | 2-0                   | towarzyski            | do 64'                |                       |                       |

## Osiągnięcia

### Amica Wronki
- Puchar Polski: 1999/2000

### Wisła Kraków
- Mistrzostwo Polski: 2004/2005, 2007/2008, 2008/2009

### Indywidualne
- Ligowiec Roku: 2006/2007
- Najlepsza '11' Ekstraklasy w plebiscycie PZP: 2007/2008
- Piłkarz Sezonu w plebiscycie Sportu: 2007/2008